# Rhododendron changii
Rhododendron changii är en ljungväxtart som först beskrevs av Fang, och fick sitt nu gällande namn av Wen Pei Fang. Rhododendron changii ingår i släktet rododendron, och familjen ljungväxter. Inga underarter finns listade i Catalogue of Life.